# Mon fils Jack
Mon fils Jack (My Boy Jack) est un téléfilm britannique de Brian Kirk, diffusé en 2007.
C'est le récit d’une terrible tragédie familiale.

## Synopsis
En 1914, la guerre avec l’Allemagne est imminente. Rudyard Kipling, le plus grand apologiste de l’Empire britannique, est au plus haut de sa renommée littéraire (Le Livre de la jungle, Kim...).
La Première Guerre mondiale éclate et le fils Kipling, Jack, est déterminé à se battre, mais l’armée et la Royal Navy le rejettent pour un problème de vue. Inébranlable, Kipling use de ses influences pour envoyer Jack chez les Gardes Irlandais, entraînant un violent conflit de famille. Le jeune homme part à la guerre et est porté disparu, cru blessé, dès sa première action. La famille Kipling se lance alors dans une recherche éperdue durant deux années avant d’apprendre la mort de leur fils. L’effet sur les Kipling est profond et irréversible.

## Distribution
Source VF : RS Doublage
- David Haig (VF : Michel Prud'homme) : Rudyard Kipling
- Daniel Radcliffe (VF : Kelyan Blanc) : Jack Kipling
- Kim Cattrall : Caroline Kipling
- Carey Mulligan : Elsie Kipling (en)
- Richard Dormer (VF : Jean-François Vlérick) : Caporal John O'Leary
- Bill Milner (en) (VF : Gabriel Bismuth-Bienaimé) : Peter Carter
- Julian Wadham : le roi George V
- Martin McCann : Bowe
- Rúaidhrí Conroy : McHugh
- Laurence Kinlan (en) : Doyle
- Nick Dunning : Colonel Ferguson
- Michael McElhatton : Leo Amery
- Peter Gowen : H. A. Gwynne (en)
- Robbie Kay : Authur Relph